# Liste der Biografien/Rur
Liste der Biografien |
Portal Biografien |
Personensuche
# |
A |
B |
C |
D |
E |
F |
G |
H |
I |
J |
K |
L |
M |
N |
O |
P |
Q |
R |
S |
T |
U |
V |
W |
X |
Y |
Z |
?
 
Ra |
Rb |
Rd |
Re |
Rh |
Ri |
Rj |
Rk |
Rl |
Rm |
Rn |
Ro |
Rr |
Rs |
Rt |
Ru |
Rv |
Rw |
Rx |
Ry |
Rz
 
Rua |
Rub |
Ruc |
Rud |
Rue |
Ruf |
Rug |
Ruh |
Rui |
Ruj |
Ruk |
Rul |
Rum |
Run |
Ruo |
Rup |
Rur |
Rus |
Rut |
Ruu |
Ruv |
Ruw |
Rux |
Ruy |
Ruz
Die Liste der Biografien führt alle Personen auf, die in der deutschsprachigen Wikipedia einen Artikel haben. Dieses ist eine Teilliste mit 17 Einträgen von Personen, deren Namen mit den Buchstaben „Rur“ beginnt.

## Rur

### Rura
- Rura, Mark (* 2006), israelischer Volleyballspieler
- Rurak, Kostjantyn (* 1974), ukrainischer Sprinter
- Rurak, Olena (* 1972), ukrainische Leichtathletin

### Rurb
- Rurbach, Wenzel (1745–1827), österreichischer Porträtmaler

### Rure
- Rurer, Johann († 1542), evangelischer Theologe und Reformator

### Ruri
- Ruricius Pompeianus († 312), spätantiker römischer Offizier
- Ruricius von Limoges, Bischof von Limoges
- Rúrik Gíslason (* 1988), isländischer FußballspielerRúrik Gíslason (* 1988)

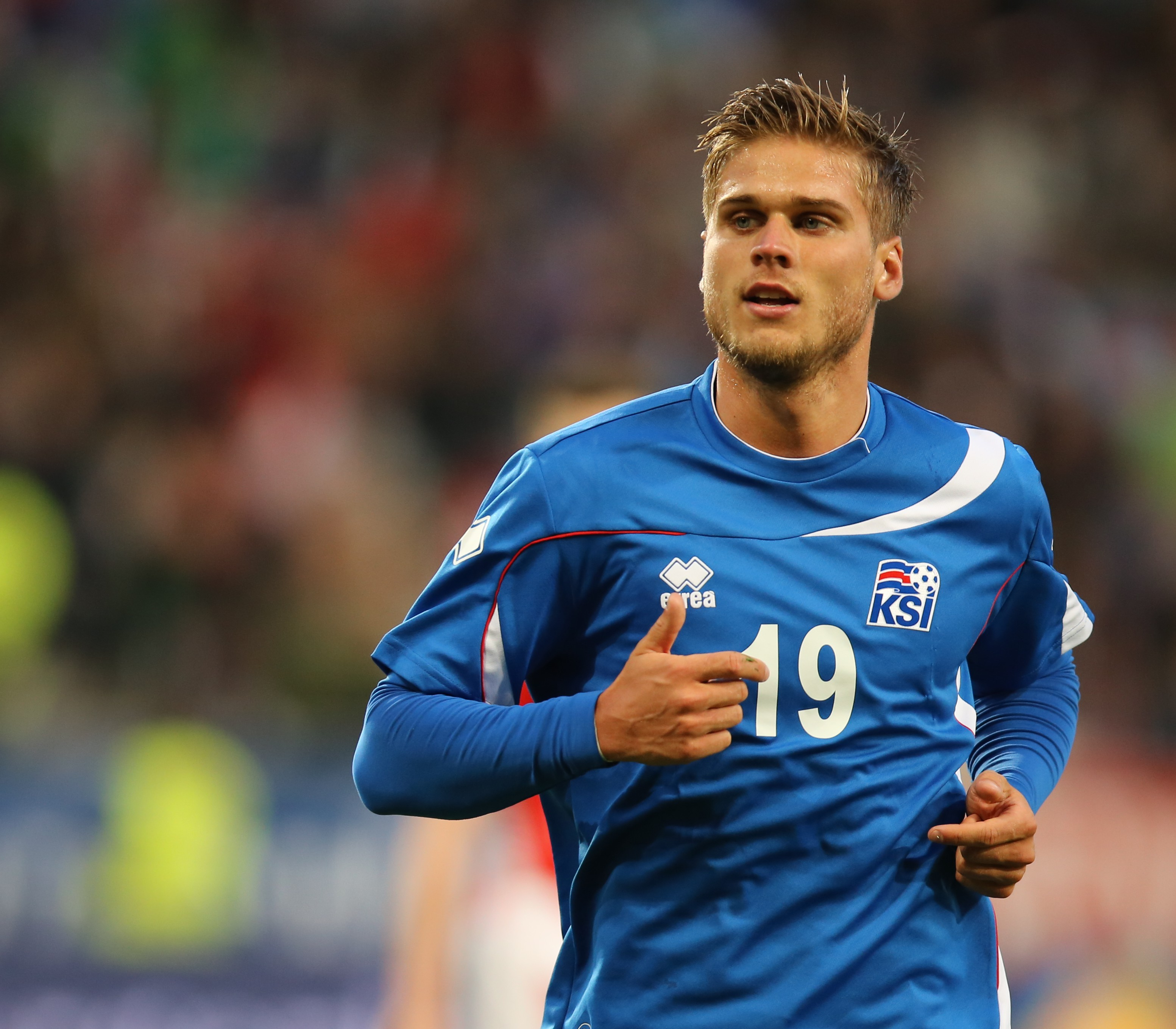
Rúrik Gíslason (* 1988)

### Rurl
- Rurling, Ylvali (* 2004), schwedische Schauspielerin

### Ruru
- Ruru, Melissa, neuseeländische Beachvolleyballspielerin
- Rurua, Roman (* 1942), sowjetischer Ringer und georgischer Politiker
- Rürup, Bert (* 1943), deutscher Wirtschaftswissenschaftler, Hochschullehrer für Volkswirtschaftslehre und Wirtschaftsweiser
- Rürup, Heinrich (1876–1954), deutscher Politiker (Zentrum), MdL
- Rürup, Manfred (* 1951), deutscher Krautrockmusiker
- Rürup, Miriam (* 1973), deutsche Historikerin
- Rürup, Reinhard (1934–2018), deutscher Historiker
- Rürup, Stephan (* 1965), deutscher Cartoonist, Comiczeichner und Musiker